# Kasteel van Fosteau

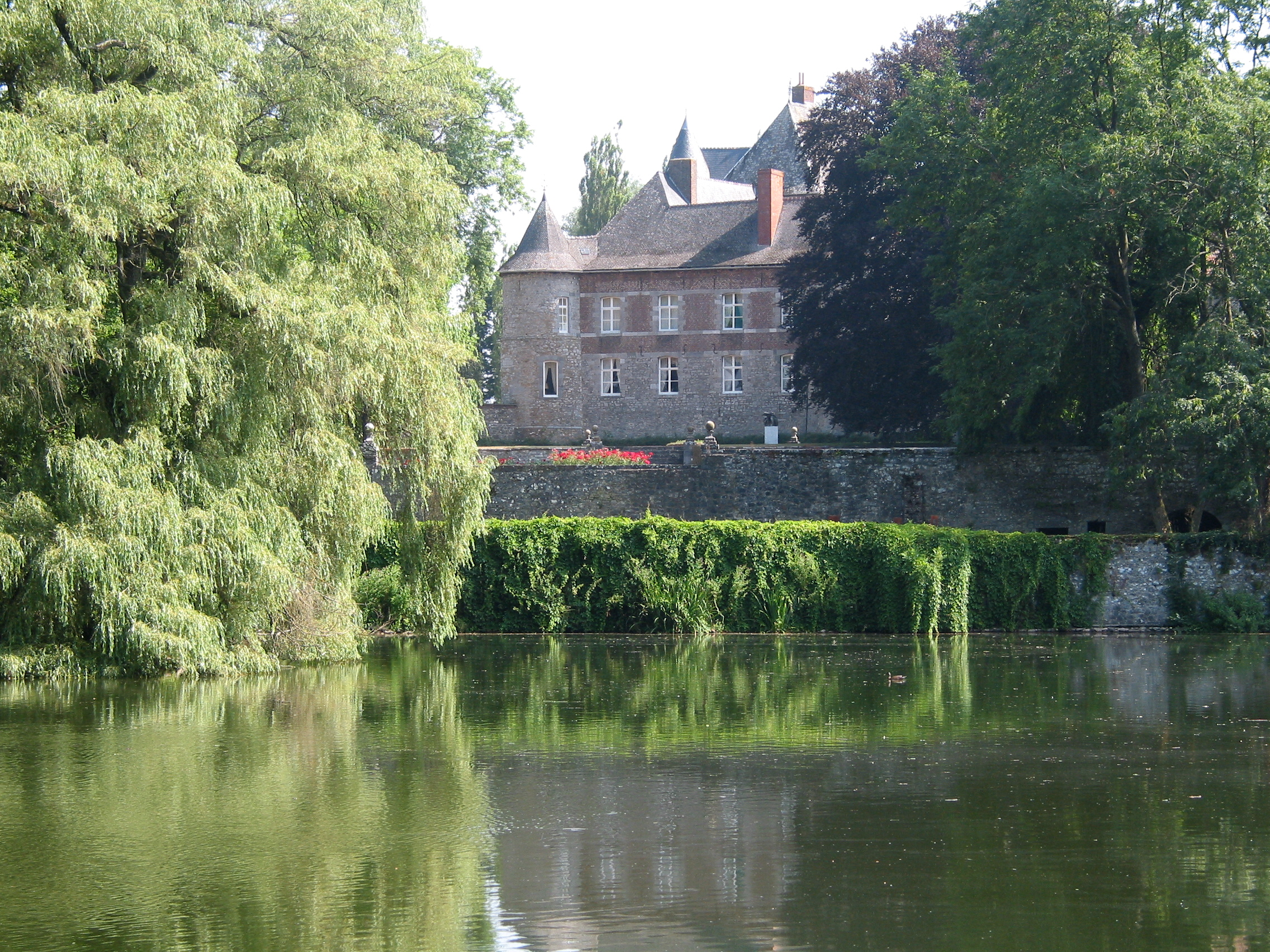
Het kasteel, de tuin en de vijver

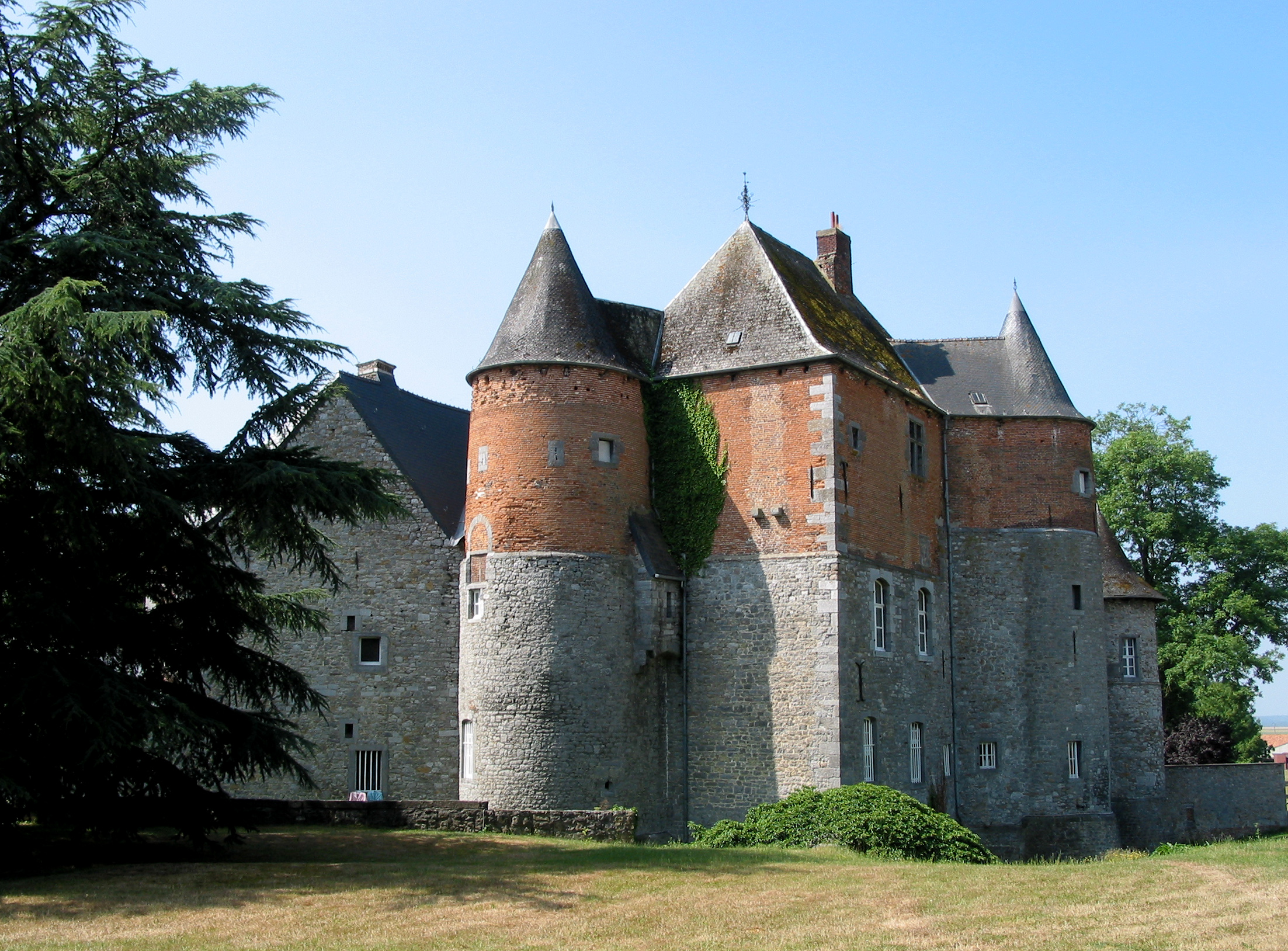

Het kasteel van Fosteau is een voormalige donjon uit de dertiende eeuw verbouwd tot kasteel. Het ligt twee kilometer ten oosten van het dorp van Leers-et-Fosteau in de provincie Henegouwen.

## Geschiedenis
De eerste aantekening over de donjon te Fosteau is in een cartularium van de abdij van Lobbes gedateerd uit 1235.
De donjon werd uitgebreid in 1380 door Jean Clutinc tot een versterkt huis en geschonken door de hertogin Johanna van Brabant aan Wauthier de Semousies. Volgende eigenaren waren de families Sars, Zwenne, Marotte, Jamblines, Aoust, Barbantane. Ze bouwden verschillende andere gebouwen rond het kasteel.
Zo werd het kasteel einde van de veertiende eeuw ingericht met een prestigieuze ridderzaal, een van de mooiste gotische zalen in België ook een mooie Franse tuin werd door de familie Marotte aangelegd.
Het kasteel werd een beschermd monument in 1979.